# Petăr Hubčev
Petăr Hubčev (in bulgaro Петър Хубчев?; Glozhene, 26 febbraio 1964) è un allenatore di calcio ed ex calciatore bulgaro, di ruolo difensore.

## Carriera

### Giocatore

#### Club
Debuttò con l'Osăm Loveč nel 1981. Con il club giocò per otto stagioni, per poi passare al Levski Sofia nel 1989. Con la squadra della capitale vinse due titoli bulgari e due coppe nazionali.
Nel 1994 si trasferì in Germania, all'Amburgo, con cui giocò tre campionati e di cui fu anche, per un breve periodo, il capitano. Ceduto all'Eintracht Francoforte nel 1996, vi militò sino al ritiro, avvenuto nel 2001. Conta 128 presenze e 2 reti in Bundesliga e 44 presenze e 2 reti in Zweite Bundesliga.

#### Nazionale
Esordì con la nazionale bulgara nel 1984, ventenne, in amichevole contro la Grecia, quando ancora giocava in seconda serie con l'Osăm Loveč. Conta 35 presenze in nazionale, di cui fu una delle colonne al campionato del mondo 1994, dove i bulgari raggiunsero il quarto posto, e al campionato d'Europa 1996.

### Allenatore
Cominciò ad allenare nel 2002, quando fu nominato assistente del CT della Bulgaria Plamen Markov, ruolo che ricoprì fino al 2005, anno in cui lavorò per poco tempo anche per lo Slavia Sofia.
Dopo aver allenato il Černomorec Pomorie  (formazione di seconda serie condotta sorprendentemente alla finale della Coppa di Bulgaria 2009-2010, poi persa) e il Botev Plovdiv, nell'ottobre 2012 fu nominato tecnico del Beroe, con cui vinse la coppa e la supercoppa nazionale.
Il 28 settembre 2016 assunse l'incarico di CT della nazionale bulgara, incarico mantenuto sino alla fine di marzo 2019.
Nel maggio 2019 ha assunto la guida del Levski Sofia.

## Palmarès

### Calciatore

#### Club

##### Competizioni nazionali
- Campionato bulgaro: 2

Levski Sofia: 1992-1993, 1993-1994
- Coppa di Bulgaria: 2

Levski Sofia: 1991-1992, 1992-1993

### Allenatore

#### Club

##### Competizioni nazionali
- Coppa di Bulgaria: 1

Beroe: 2012-2013
- Supercoppa di Bulgaria: 1

Beroe: 2013